# Andreas Dorau
Andreas Dorau (født 19. januar 1964) er en tysk musiker. Hans bedst kendte hit i Tyskland er sangen Fred vom Jupiter fra 1981. I Frankrig landede han med sangen Girls in Love fra 1996 et Top 10-hit. Flere af Doraus sange blev spillet i det danske tv-sketchprogram Casper & Mandrilaftalen på DR2. Blandt andet var sangen "Komm Wieder" fra albummet Neu! programmets titelmelodi.

## Diskografi

### Albummer
- 1981: Blumen und Narzissen
- 1983: Die Doraus und die Marinas geben offenherzige Antworten auf brennende Fragen
- 1988: Demokratie
- 1992: Ärger mit der Unsterblichkeit
- 1994: Neu!
- 1997: 70 Minuten Musik ungeklärter Herkunft
- 2005: Ich bin der eine von uns beiden
- 2011: Todesmelodien
- 2014: Aus der Bibliothèque
- 2017: Die Liebe und der Ärger der Anderen

### Kavalkader
- 1995: Ernte (Best of Atatak Releases)
- 1995: Was ist N.E.U. (Remixe)
- 1995: Elektronik gegen Härte (Mixtape)
- 2014: Hauptsache Ich (Best Of)

### Singler og EP'er
- 1981: Der lachende Papst
- 1981: Lokomotivführer
- 1981: Fred vom Jupiter (Die Doraus & die Marinas)
- 1982: Kleines Stubenmädchen
- 1983: Die Welt ist schlecht
- 1985: Guten Morgen Hose (Kurzoper), EP mit Holger Hiller (Ata Tak)
- 1988: Demokratie
- 1994: Stoned Faces Don’t Lie
- 1995: Das Telefon sagt Du
- 1995: Die Sonne scheint
- 1996: Girls in Love
- 1997: So ist das nun mal
- 1998: Die Menschen sind kalt
- 2004: Durch die Nacht (mit Justus Köhncke)
- 2005: Straße der Träume
- 2005: Kein Liebeslied
- 2005: 40 Frauen
- 2006: Wir sind keine Freunde
- 2011: Größenwahn
- 2011: Stimmen in der Nacht
- 2014: Flaschenpfand

### Remixes
- 1996: Blümchen – Boomerang (DJ IT Remix)[3]
- 1997: Stereo Total – Schön von hinten (Andreas Doraus 'Schön von unten' Remix)
- 2000: Paula – Als es passierte (Andreas Dorau Remix)

## Filmografi
- 1982: Die letzte Rache
- 1992: Schlag dein Tier
- 1998: Die Menschen sind kalt